# Vlag van Chaumont-Gistoux
De vlag van Chaumont-Gistoux is op 31 augustus 1995 bij raadsbesluit vastgesteld als de vlag van de Waals-Brabantse gemeente Chaumont-Gistoux. De vlag kan als volgt worden beschreven:
Horizontaal rood-wit gedeeld door een golvende lijn.
De vlag werd pas op 11 september 1998 bevestigd door de Franse Gemeenschapsregering.
De kleuren van de vlag zijn de hoofdkleuren van het gemeentewapen. De golvende verdeling herinnert aan het voormalige wapen van Corroy-le-Grand.